# Svenska hockeyligan 2014-2015
La Svenska hockeyligan 2014-2015 è il 91º massimo campionato svedese di hockey su ghiaccio, il 40º disputato dalla nascita della Svenska hockeyligan. La stagione regolare iniziò il 10 settembre 2014 e si concluse il 5 marzo 2015. I playoff iniziarono il 12 marzo 2015 e terminarono il 23 aprile 2015. A partire dalla stagione 2015-16 la SHL decise di allargarsi fino a 14 squadre e fu riformato il processo di promozione e retrocessione fra SHL e HockeyAllsvenskan. La Kvalserien fu sostituita dalle Kvalspelet, non più un girone all'italiana ma un sistema di playoff.
Il campionato fu vinto dai Växjö Lakers dopo la finale vinta per 4-2 contro i campioni in carica dello Skellefteå AIK. Per i Växjö Lakers si trattò del primo titolo nella loro storia, dopo sole 4 stagioni giocate in SHL. Il Karlskrona HK conquistò la promozione vincendo l'HockeyAllsvenskan, mentre al termine del torneo di qualificazione della Kvalspelet il Modo Hockey mantenne il proprio posto in SHL, oltre alle promozioni dei Malmö Redhawks e del Rögle BK a scapito del Leksands IF retrocesso in HockeyAllsvenskan.

## Squadre
Le squadre militanti in Svenska hockeyligan nella stagione 2014-2015 sono le seguenti:
| Squadra        | Città        | Arena                  | Capacità | Brynäs Djurgården IF Frölunda Färjestad HV71 Leksand Linköping Luleå Modo Skellefteå Växjö Lakers Örebro Localizzazione dei team in SHL |
| -------------- | ------------ | ---------------------- | -------- | --- |
| Brynäs         | Gävle        | Läkerol Arena          | 8.265    | Brynäs Djurgården IF Frölunda Färjestad HV71 Leksand Linköping Luleå Modo Skellefteå Växjö Lakers Örebro Localizzazione dei team in SHL |
| Djurgården     | Stoccolma    | Hovet                  | 8.094    | Brynäs Djurgården IF Frölunda Färjestad HV71 Leksand Linköping Luleå Modo Skellefteå Växjö Lakers Örebro Localizzazione dei team in SHL |
| Frölunda       | Göteborg     | Scandinavium           | 12.044   | Brynäs Djurgården IF Frölunda Färjestad HV71 Leksand Linköping Luleå Modo Skellefteå Växjö Lakers Örebro Localizzazione dei team in SHL |
| Färjestad      | Karlstad     | Löfbergs Lila Arena    | 8.647    | Brynäs Djurgården IF Frölunda Färjestad HV71 Leksand Linköping Luleå Modo Skellefteå Växjö Lakers Örebro Localizzazione dei team in SHL |
| HV71           | Jönköping    | Kinnarps Arena         | 7.038    | Brynäs Djurgården IF Frölunda Färjestad HV71 Leksand Linköping Luleå Modo Skellefteå Växjö Lakers Örebro Localizzazione dei team in SHL |
| Leksand        | Leksand      | Tegera Arena           | 7.650    | Brynäs Djurgården IF Frölunda Färjestad HV71 Leksand Linköping Luleå Modo Skellefteå Växjö Lakers Örebro Localizzazione dei team in SHL |
| Linköping      | Linköping    | Cloetta Center         | 8.500    | Brynäs Djurgården IF Frölunda Färjestad HV71 Leksand Linköping Luleå Modo Skellefteå Växjö Lakers Örebro Localizzazione dei team in SHL |
| Luleå          | Luleå        | Coop Arena             | 6.000    | Brynäs Djurgården IF Frölunda Färjestad HV71 Leksand Linköping Luleå Modo Skellefteå Växjö Lakers Örebro Localizzazione dei team in SHL |
| MODO           | Örnsköldsvik | Fjällräven Center      | 7.600    | Brynäs Djurgården IF Frölunda Färjestad HV71 Leksand Linköping Luleå Modo Skellefteå Växjö Lakers Örebro Localizzazione dei team in SHL |
| Skellefteå AIK | Skellefteå   | Skellefteå Kraft Arena | 6.001    | Brynäs Djurgården IF Frölunda Färjestad HV71 Leksand Linköping Luleå Modo Skellefteå Växjö Lakers Örebro Localizzazione dei team in SHL |
| Växjö Lakers   | Växjö        | Vida Arena             | 5.000    | Brynäs Djurgården IF Frölunda Färjestad HV71 Leksand Linköping Luleå Modo Skellefteå Växjö Lakers Örebro Localizzazione dei team in SHL |
| Örebro         | Örebro       | Behrn Arena            | 5.200    | Brynäs Djurgården IF Frölunda Färjestad HV71 Leksand Linköping Luleå Modo Skellefteå Växjö Lakers Örebro Localizzazione dei team in SHL |

## Stagione regolare
La stagione regolare ha avuto inizio il 10 settembre 2014 ed è terminata il 5 marzo 2015.

### Classifica
|                   | Pos. | Squadra        | Pt  | G  | V  | VOT | POT | P  | GF  | GS  | DR  |
| ----------------- | ---- | -------------- | --- | -- | -- | --- | --- | -- | --- | --- | --- |
|                   | 1.   | Skellefteå AIK | 111 | 55 | 32 | 5   | 5   | 13 | 169 | 116 | +53 |
|                   | 2.   | Frölunda       | 97  | 55 | 23 | 11  | 6   | 15 | 145 | 120 | +25 |
| Svezia (bandiera) | 3.   | Växjö Lakers   | 96  | 55 | 24 | 9   | 6   | 16 | 158 | 120 | +38 |
|                   | 4.   | Linköping      | 93  | 55 | 26 | 4   | 7   | 18 | 156 | 125 | +31 |
|                   | 5.   | HV71           | 91  | 55 | 25 | 6   | 5   | 19 | 145 | 141 | +4  |
|                   | 6.   | Örebro         | 90  | 55 | 21 | 10  | 7   | 17 | 156 | 128 | +28 |
|                   | 7.   | Färjestad      | 83  | 55 | 21 | 6   | 8   | 20 | 128 | 135 | -7  |
|                   | 8.   | Luleå          | 79  | 55 | 21 | 6   | 4   | 24 | 127 | 131 | -4  |
|                   | 9.   | Djurgården     | 71  | 55 | 15 | 9   | 8   | 23 | 128 | 157 | -29 |
|                   | 10.  | Brynäs         | 68  | 55 | 19 | 3   | 5   | 28 | 132 | 159 | -27 |
|                   | 11.  | Leksand        | 57  | 55 | 15 | 3   | 6   | 31 | 116 | 179 | -63 |
|                   | 12.  | MODO           | 53  | 55 | 12 | 4   | 9   | 30 | 127 | 176 | -49 |

Legenda:

      Ammesse ai Playoff
      Ammesse ai Play In
      Ammesse alle Direktkval
Note:

Tre punti a vittoria, due punti a vittoria dopo overtime, un punto a sconfitta dopo overtime, zero a sconfitta.

## Kvalspelet
La prima edizione delle Kvalspelet durò dal 4 marzo al 2 aprile 2015. Vi presero parte le ultime due classificate della Svenska hockeyligan e le migliori otto formazioni della HockeyAllsvenskan. Le prime due della Hockeyallsvenskan giocarono una finale al meglio delle cinque per la promozione diretta in SHL, mentre le squadre dal terzo all'ottavo posto disputarono un girone denominato Slutspelsserien.
Le ultime due classificate della SHL più la perdente della finale e le tre qualificate dalla Slutspelsserien, un totale di sei formazioni, giocarono tre serie al meglio delle sette gare per la qualificazione alla SHL. Dato l'allargamento della SHL da dodici a quattordici squadre solo per quest'anno fu aumentato il numero di promozioni possibili fino a quattro.

### Hockeyallsvenska finalen
| Squadra 1 | Totale | Squadra 2  | Gara 1 | Gara 2 | Gara 3    | Gara 4 | Gara 5 |
| --------- | ------ | ---------- | ------ | ------ | --------- | ------ | ------ |
| Västerås  | 1 - 3  | Karlskrona | 2 - 1  | 1 - 3  | 3 - 4 dts | 1 - 2  |        |

### Slutspelsserien
| Pos. | Squadra       | Pt | G  | V | VOT | POT | P | GF | GS | DR  |
| ---- | ------------- | -- | -- | - | --- | --- | - | -- | -- | --- |
| 1.   | Rögle         | 21 | 10 | 6 | 1   | 1   | 2 | 32 | 21 | +11 |
| 2.   | Vita Hästen   | 17 | 10 | 5 | 1   | 0   | 4 | 31 | 26 | +5  |
| 3.   | Malmö         | 17 | 10 | 4 | 2   | 1   | 3 | 32 | 29 | +3  |
| 4.   | IF Björklöven | 15 | 10 | 4 | 1   | 1   | 4 | 25 | 27 | -2  |
| 5.   | Mora          | 11 | 10 | 3 | 0   | 2   | 5 | 21 | 23 | -2  |
| 6.   | BIK Karlskoga | 9  | 10 | 2 | 1   | 1   | 6 | 18 | 35 | -17 |

Legenda:

      Ammesse alla Direktkval 2015
      Ammesse all'HockeyAllsvenskan 2015-2016
Note:

Tre punti a vittoria, due punti a vittoria dopo overtime, un punto a sconfitta dopo overtime, zero a sconfitta.

### Direktval
| Squadra 1 | Totale | Squadra 2   | Gara 1 | Gara 2    | Gara 3 | Gara 4 | Gara 5 | Gara 6 | Gara 7 |
| --------- | ------ | ----------- | ------ | --------- | ------ | ------ | ------ | ------ | ------ |
| Leksand   | 3 - 4  | Malmö       | 3 - 4  | 3 - 2 dts | 4 - 3  | 1 - 3  | 2 - 1  | 3 - 6  | 2 - 4  |
| MODO      | 4 - 0  | Vita Hästen | 3 - 0  | 2 - 0     | 4 - 1  | 4 - 1  |        |        |        |
| Västerås  | 1 - 4  | Rögle       | 3 - 4  | 3 - 4     | 3 - 0  | 1 - 6  | 0 - 2  |        |        |

Al termine del torneo Karlskrona HK, Malmö Redhawks, Modo Hockey e Rögle hanno conquistato un posto per la stagione 2015-2016 in SHL.

## Playoff
I playoff hanno avuto inizio il 12 marzo e si sono conclusi il 23 aprile 2015. Dopo il primo turno, gli accoppiamenti vengono riorganizzati in base alla posizione in regular season delle squadre qualificate.

### Tabellone
|  | Primo turno | Primo turno    | Primo turno |  |   | Quarti di finale | Quarti di finale | Quarti di finale |                |              | Semifinali  | Semifinali | Semifinali |  |  | Finale | Finale         | Finale |
|  |             |                |             |  |   |                  |                  |                  |                |              |             |            |            |  |  |        |                |        |
|  |             |                |             |  |   | 1                | Skellefteå AIK   | 4                |                |              |             |            |            |  |  |        |                |        |
|  | 7           | Färjestad BK   | 1           |  |   | 10               | Brynäs IF        | 0                |                |              |             |            |            |  |  |        |                |        |
|  | 7           | Färjestad BK   | 1           |  | 1 | 10               | Brynäs IF        | 0                | Skellefteå AIK | 4            |             |            |            |  |  |        |                |        |
|  | 10          | Brynäs IF      | 2           |  | 1 |                  |                  |                  |                | 4            |             |            |            |  |  |        |                |        |
|  | 10          | Brynäs IF      | 2           |  | 4 | Linköpings HC    | 1                |                  |                |              |             |            |            |  |  |        |                |        |
|  |             |                |             |  |   | Linköpings HC    | 1                | 4                | Linköpings HC  | 4            |             |            |            |  |  |        |                |        |
|  |             |                |             |  |   |                  |                  | 4                | Linköpings HC  | 4            |             |            |            |  |  |        |                |        |
|  |             |                |             |  |   | 5                | HV71             | 2                |                |              |             |            |            |  |  |        |                |        |
|  |             |                |             |  |   |                  |                  |                  |                |              |             |            |            |  |  | 1      | Skellefteå AIK | 2      |
|  |             |                |             |  |   |                  |                  | 3                | Växjö Lakers   | 4            |             |            |            |  |  |        |                |        |
|  |             |                |             |  |   | 2                | Frölunda HC      | 4                |                |              |             |            |            |  |  |        |                |        |
|  |             |                |             |  |   | 8                | Luleå HF         | 3                |                |              |             |            |            |  |  |        |                |        |
|  |             |                |             |  |   | 8                | Luleå HF         | 3                |                | 2            | Frölunda HC | 2          |            |  |  |        |                |        |
|  | 8           | Luleå HF       | 2           |  |   |                  |                  |                  |                | 2            | Frölunda HC | 2          |            |  |  |        |                |        |
|  | 8           | Luleå HF       | 2           |  | 3 | Växjö Lakers     | 4                |                  |                |              |             |            |            |  |  |        |                |        |
|  | 9           | Djurgårdens IF | 0           |  | 3 | Växjö Lakers     | 4                |                  | 3              | Växjö Lakers | 4           |            |            |  |  |        |                |        |
|  | 9           | Djurgårdens IF | 0           |  |   |                  |                  |                  | 3              | Växjö Lakers | 4           |            |            |  |  |        |                |        |
|  |             |                |             |  |   | 6                | Örebro HK        | 2                |                |              |             |            |            |  |  |        |                |        |

### Play In
| Squadra 1 | Totale | Squadra 2  | Gara 1    | Gara 2    | Gara 3 |
| --------- | ------ | ---------- | --------- | --------- | ------ |
| Färjestad | 1 - 2  | Brynäs     | 3 - 4 dts | 3 - 2 dts | 1 - 2  |
| Luleå     | 2 - 0  | Djurgården | 1 - 0     | 3 - 1     |        |

### Quarti di finale
| Squadra 1      | Totale | Squadra 2 | Gara 1 | Gara 2 | Gara 3    | Gara 4    | Gara 5    | Gara 6    | Gara 7 |
| -------------- | ------ | --------- | ------ | ------ | --------- | --------- | --------- | --------- | ------ |
| Skellefteå AIK | 4 - 0  | Brynäs    | 4 - 1  | 4 - 2  | 3 - 2 dts | 6 - 2 dts |           |           |        |
| Frölunda       | 4 - 3  | Luleå     | 3 - 2  | 1 - 2  | 1 - 3     | 2 - 3     | 3 - 2 dts | 1 - 0 dts | 4 - 2  |
| Växjö Lakers   | 4 - 2  | Örebro    | 2 - 3  | 5 - 2  | 1 - 0 dts | 3 - 4     | 2 - 0     | 5 - 4 dts |        |
| Linköping      | 4 - 2  | HV71      | 3 - 2  | 2 - 3  | 2 - 3     | 4 - 2     | 3 - 2     | 4 - 2     |        |

### Semifinali
| Squadra 1      | Totale | Squadra 2    | Gara 1 | Gara 2    | Gara 3    | Gara 4 | Gara 5 | Gara 6 | Gara 7 |
| -------------- | ------ | ------------ | ------ | --------- | --------- | ------ | ------ | ------ | ------ |
| Skellefteå AIK | 4 - 1  | Linköping    | 5 - 2  | 7 - 2     | 3 - 2 dts | 2 - 3  | 3 - 1  |        |        |
| Frölunda       | 2 - 4  | Växjö Lakers | 4 - 1  | 1 - 2 dts | 2 - 4     | 0 - 4  | 1 - 0  | 1 - 4  |        |

### Finale
| Squadra 1      | Totale | Squadra 2    | Gara 1 | Gara 2 | Gara 3 | Gara 4 | Gara 5 | Gara 6    | Gara 7 |
| -------------- | ------ | ------------ | ------ | ------ | ------ | ------ | ------ | --------- | ------ |
| Skellefteå AIK | 2 - 4  | Växjö Lakers | 1 - 2  | 3 - 0  | 2 - 4  | 2 - 1  | 1 - 4  | 2 - 3 dts |        |

## Verdetti
- Campione di Svezia:  Växjö Lakers (1º titolo)
- Promozioni in Svenska Hockeyligan: Karlskrona HK, Malmö Redhawks, Rögle BK
- Retrocessione in HockeyAllsvenskan: Leksands IF.

## Premi individuali
- Guldhjälmen (Most Valuable Player) - Derek Ryan, Örebro HK
- Honkens trofé (miglior portiere) - Joel Lassinantti, Luleå HF
- Håkan Loob Trophy (miglior marcatore) - Brock Little, Linköpings HC
- Salming Trophy (miglior difensore) - Tim Heed, Skellefteå AIK
- Stefan Liv Memorial Trophy (MVP dei playoff) - Noah Welch, Växjö Lakers
- Årets nykomling (rookie dell'anno) - Marcus Sörensen, Djurgårdens IF
- Guldpipa (miglior arbitro) - Mikael Nord